# District d'Ekumfi
Le district d'Ekumfi est l'un des vingt-deux districts de la région centrale du Ghana. Il est auparavant intégré au district de Mfantsiman alors plus grand, qui émane de l'ancien conseil tribal de Mfantsiman. Le district d'Ekumfi est créé lorsque la partie orientale de la municipalité de Mfantsiman est scindée le 28 juin 2012, ainsi la partie restante est retenue comme district municipal de Mfantsiman. Le district est situé dans la partie centre-sud de la région centrale et a Essarkyir comme capitale ,.

## Géographie
Le district est bordé au nord par le district d'Ajumako/Enyan/Essiam, à l'est par le district de Gomoa West, au sud par le golfe de Guinée et à l'ouest par le district municipal de Mfantsiman.

## Démographie
La superficie totale du district est de 276,65 kilomètres carrés. Selon le recensement de 2010, la population du district était de 52 231 habitants.